# 토머스 맨
토머스 맨(Thomas Mann, 1991년 9월 27일 ~ )은 미국의 배우이다.

## 작품 목록
- 더 프레피 커넥션 - 토비아스 하멜 역
- 에밀리 앤 팀
- 헤이데이
- 블러드 파더 - 제이슨 역
- 썸 프릭스 - 맷 역
- 콩: 스컬 아일랜드 - 슬리프코 역
- 브레인 온 파이어 - 스티븐 역
- 아미타빌: 디 어웨이크닝 - 테런스 역
- 린 온 피트
- 댐 댓 팔로우
- 버터플라이 인 더 타이프라이터
- 아워 하우스 - 이선 역
- 더 랜드 오브 스태디 헤비츠 - 프래스턴 역
- 뎀 댓 팔로우
- 하이웨이맨 - 테드 힌튼 역
- 마르셀, 신발 신은 조개 - 마크 역